# 엠씨넥스

엠씨넥스(MCNEX)는 2004년 12월 22일 설립된 비디오 및 기타 영상기기 제조회사이다. CCM기술을 기반으로 설립한 영상전문기업 전자부품을 개발·생산하는 기업으로, 휴대폰용 카메라모듈과 자동차용 카메라모듈을 주력제품으로 생산하고 있다. 본사는 대한민국 인천광역시 연수구 송도과학로 16번길 13-39 MCNEX타워에 위치하고 있으며, 해외에는 베트남, 중국에 생산 법인이 있고, 2021년 매출액은 1조 93억원의 실적을 기록하였다.

## 사업 분야
엠씨넥스는 카메라 모듈, 차량용 카메라, 차량용 센싱 카메라, 구동계, 생체인식 모듈, IoT 부문의 제품을 제조한다.

## 연혁
- 2004. 12.  ㈜엠씨넥스 설립
- 2005. 6.   벤처기업 등록 /  기업부설연구소 설립
- 2007. 12.    현대/기아 자동차 카메라 공급 개시
- 2007. 9    삼성전자  1차 업체 등록  노트북용 카메라 공급 개시
- 2007. 5.    SQ인증 획득(현대모비스 협력사 품질인증)
- 2007. 1.    ISO14001/TS 16949 품질인증 취득
- 2011. 12.   삼성전자 무선사업부 거래 개시
- 2011. 5.   World Class300기업 지정
- 2011. 4.   Peugeot-Citroen자동차용 카메라 공급
- 2011. 3.   Volvo 중장비 카메라 공급
- 2010. 12.   8M Actuator 공급 개시
- 2009. 6.   우수제조기술연구센터(ACT) 지정
- 2013. 12.    베트남 사업장 준공
- 2012. 12.   현대 모비스 우수 협력사 선정
- 2012. 7.    KOSDAQ 상장
- 2015. 12.   삼성 협력사 Best Partner 선정
- 2015. 10.   자동차부품산업대상 수상
- 2014. 10.   삼성해외전법인 등록 완료
- 2014. 6.   SEV/SEVT 등록 /  7월 납품 개시
- 2017. 12.    베트남 제2공장 준공
- 2017. 3.    삼성 갤럭시S8 Dual 카메라모듈 개발 및 양산
- 2017. 3.    엔코더 공급 개시
- 2017. 1.    중국 GEELY 자동차 카메라 공급 개시
- 2016. 11.    삼성 지문인식 모듈 공급 개시
- 2016. 1.    OIS 모듈 공급 개시
- 2016. 1.    현대/기아 자동차 우수기술 2차 협력사 선정
- 2018. 6.   베트남 2공장 전장 생산라인 구축
- 2018. 6.   베트남 도장라인 준공
- 2018. 5.   삼성 혁신 우수 협력사 대상 수상
- 2018. 4.   IATF 16949 인증
- 2019. 12.   베트남 3공장 준공
- 2019. 10.   IATF 16949 인증 획득(베트남 법인)
- 2021. 7.   KOSPI 상장
- 2020. 11.  “삼성전자 Galaxy 품질 최우수상” 수상
- 2020. 1.  현대 /기아 자동차 Tier1  등록 완료
- 2020. 1.  현대 /기아 자동차 우수기술  협력사 선정
- 2022. 3.   본사 이전(인천 연수구 송도)